# Vocca
Vocca (Voca in piemontese) è un comune italiano di 158 abitanti della provincia di Vercelli in Piemonte.

## Geografia fisica
Vocca è un piccolo paese del Piemonte situato nella parte nord-occidentale della provincia di Vercelli, nella Valsesia settentrionale, a pochi chilometri dal comune di Varallo. Il territorio comunale di Vocca, suddiviso in sette frazioni, presenta delle variazioni altimetriche molto accentuate: la parte più bassa del fondovalle è posta a circa 490 metri di quota, mentre il punto più alto è a 1827 m s.l.m.

## Origini del nome
Il nome Vocca potrebbe derivare da "Ovago" (nord), in quanto, vista l'esposizione, alcune sue frazioni sono prive di sole per due mesi all'anno  Secondo altri, invece, il nome deriverebbe dalla parola spagnola "Oveja", data la presenza di vari greggi nella zona, altri ancora sostengono che il toponimo più antico sia "Oveca", per la presenza sul territorio di molti terrazzamenti anticamente coltivati a vite, che producevano un vino locale testimoniato in diverse guide della Valsesia.

## Storia
Le prime notizie di Vocca risalgono al XII secolo. In passato Vocca era parte della parrocchia di Varallo. Nei secoli si è poi distinta per giurisdizione, devozione e contributi artistici: diverse sono le opere sacre di Antonio Orgiazzi, Deominici e Jan De 

### Simboli
(D.P.R. del 10 luglio 1960)
Vi è raffigurato il patrono san Maurizio a cavallo, mentre le stelle stanno a simboleggiare le sette frazioni in cui è diviso il Comune.
Il gonfalone è un drappo di azzurro.

## Monumenti e luoghi d'interesse

### Architetture religiose

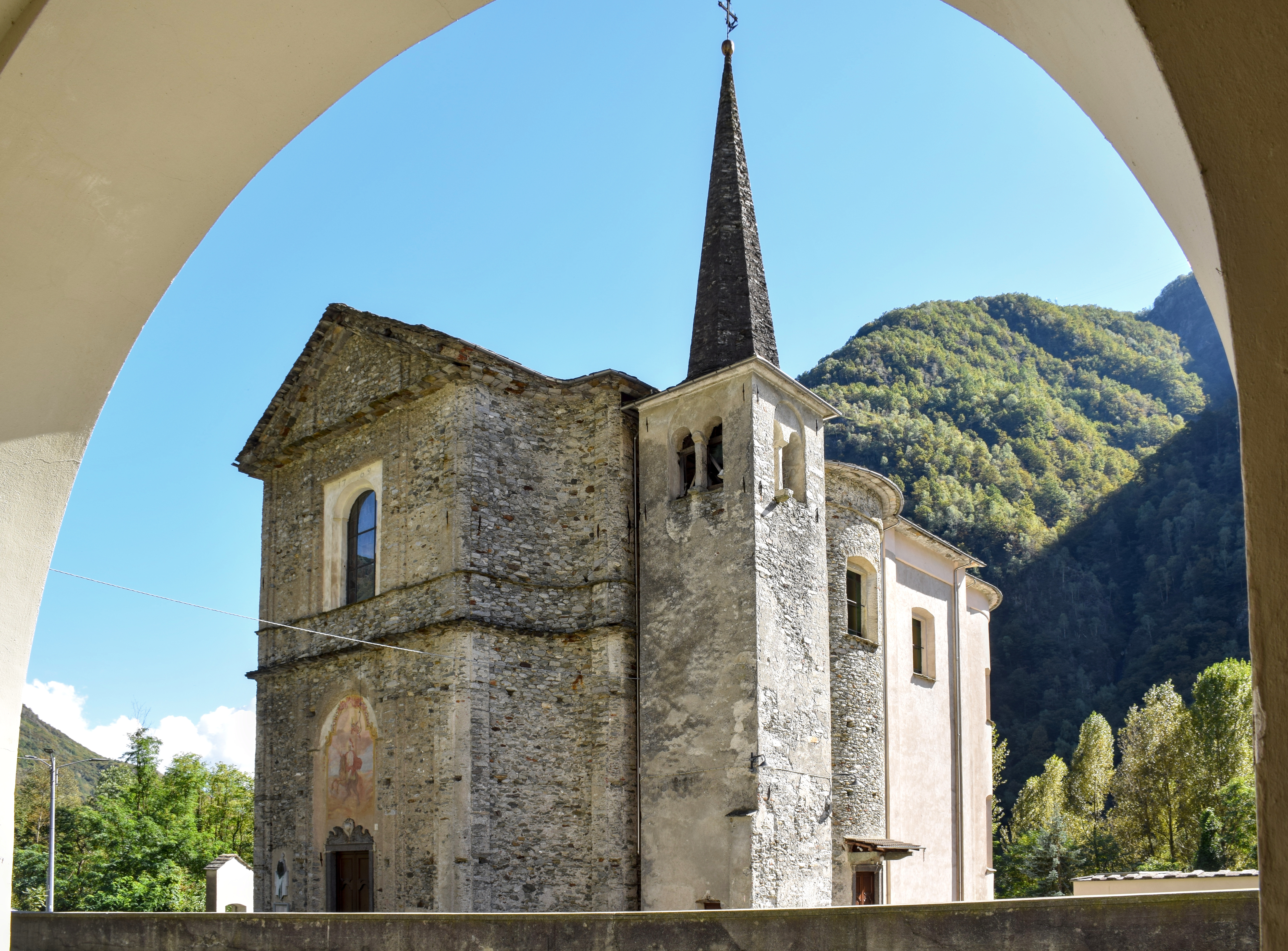
La parrocchiale di San Maurizio

- Chiesa parrocchiale pievana di San Maurizio Martire. È situata nel centro dell'abitato in località Chiesa, lungo la strada provinciale. L'edificio edificato tra il 1769 e il 1777, sostituisce l'antica chiesa parrocchiale, probabilmente in stile romanico, che sorgeva con diverso orientamento, ma nello stesso sito, lungo l'antica strada regia che collegava Varallo all'alta valle. Del precedente edificio rimane oggi soltanto il vetusto campanile: il nuovo infatti fu progettato, ma mai realizzato. L'imponente facciata, in pietra a vista, richiama uno stile tardobarocco, seppure con lineamenti molto semplici. All'interno conserva preziose opere artistiche tra le quali si possono ricordare: un'antica pala d'altare dipinta su legno, risalente al 1567, raffigurante la Vergine con il Bambino e i santi Maurizio e Marco; le dodici tele con le storie della Vergine del pittore Luigi Reali (XVII secolo); diversi affreschi dell'Orgiazzi; il dipinto raffigurante la Vergine con i santi Fabiano e Sebastiano, opera realizzata nel 1833 dal Dedominici; il dipinto del XVIII secolo, di autore anonimo, raffigurante la Beata Panacea, santa Lucia e i santi Pietro e Paolo; molteplici arredi e paramenti liturgici di grande pregio. Merita attenzione il grande organo, opera del XIX secolo dei fratelli Lorenzo e Pietro Bernasconi di Varese, brillante esempio di strumento sinfonico orchestrale del tardo Ottocento italiano a trasmissione meccanica: è dotato di una tastiera, con pedaliera a leggio, composto da 31 registri reali oltre a campanelli, rullante, gran cassa e sistro.
- Chiesa dello Sposalizio di Maria Vergine, in località Fossati[10]
- Chiesa della Madonna della Neve, in località Sassiglioni
- Oratorio di San Giovanni Battista, in località Centro
- Oratorio di San Grato (in stato di abbandono), in località Centro
- Oratorio di San Bernardo da Mentone, in località Isola
- Oratorio di San Michele Arcangelo, in località Mogliane

### Architetture civili
- Municipio, in località Chiesa
- Palazzo Antonini, in località Sassiglioni
- Ponte pensile, in località Isola

## Economia
Lo storico ruolo dell'agricoltura, con il tempo, ha perso la sua rilevanza. Data la vicina presenza del fiume Sesia, nel corso degli anni Vocca è diventato un centro turistico per gli appassionati di canoa e pesca sportiva.
Un tempo Vocca, e in particolar modo la località Mogliane, era divenuta piuttosto popolare per i suoi artigiani che erano abili nel realizzare con i trucioli di legno di tiglio vari cestini in legno, gerle e culle valsesiane.

## Società

### Evoluzione demografica
Abitanti censiti

## Amministrazione
| Periodo | Periodo   | Primo cittadino     | Partito         | Carica  | Note     |
| ------- | --------- | ------------------- | --------------- | ------- | -------- |
| 1995    | 1999      | Franco Antonini     | centro-sinistra | Sindaco |          |
| 1999    | 2004      | Franco Antonini     | lista civica    | Sindaco |          |
| 2004    | 2009      | Giovanni Frigiolini | lista civica    | Sindaco |          |
| 2009    | 2011      | Giovanni Frigiolini | lista civica    | Sindaco | deceduto |
| 2011    | 2016      | Franco Antonini     | lista civica    | Sindaco |          |
| 2016    | 2021      | Giacomo Gagliardini | lista civica    | Sindaco |          |
| 2021    | in carica | Giacomo Gagliardini | lista civica    | Sindaco |          |